# RWE Tower
Der RWE Tower ist ein Bürohochhaus auf dem Platz von Amiens in Dortmund. Die Grundsteinlegung des Baus führte die RWE-Tochtergesellschaft RWE Gas am 9. Dezember 2003 aus. Ursprünglich wurde er von der RWE Vertrieb AG als Konzernzentrale genutzt. Im Zuge mehrerer Umstrukturierungen u. a. der Überführung der RWE Vertrieb AG in die innogy SE und anschließenden Integration in die e.on wurde der Mietvertrag 2022 gekündigt. Die Stadt Dortmund plant indes als neuer Hauptmieter in den RWE Tower einzuziehen.
Die offizielle Eröffnung fand am 24. August 2005 statt. Mit einer Höhe von knapp 91 Metern (100 Meter inklusive Antenne) ist er, nach dem Florianturm (208 Meter) im Westfalenpark, dem Turm der Reinoldikirche (105 Meter) und dem Turm der Petrikirche (105 Meter), das vierthöchste Bauwerk in Dortmund. Er ergänzt die Cityskyline mit Signal- und dem direkt gegenüber stehenden Gebäude der Sparkasse Dortmund sowie dem Harenberg City-Center (HCC).
Die Fassade des Gebäudes ist aus anthrazitfarbenem chinesischen Granit und 1680 silberfarben lackierten Fenstern gefertigt. Es besitzt einen massiven Betonkern und eine tragende Außenwand aus Stahlbetonfertigteilen. Dadurch kommen die Mitarbeiterbüros ohne Stützen aus. Die Kühlung erfolgt durch Betonkernaktivierung.
Der Entwurf für den RWE Tower stammt vom Büro Gerber Architekten.

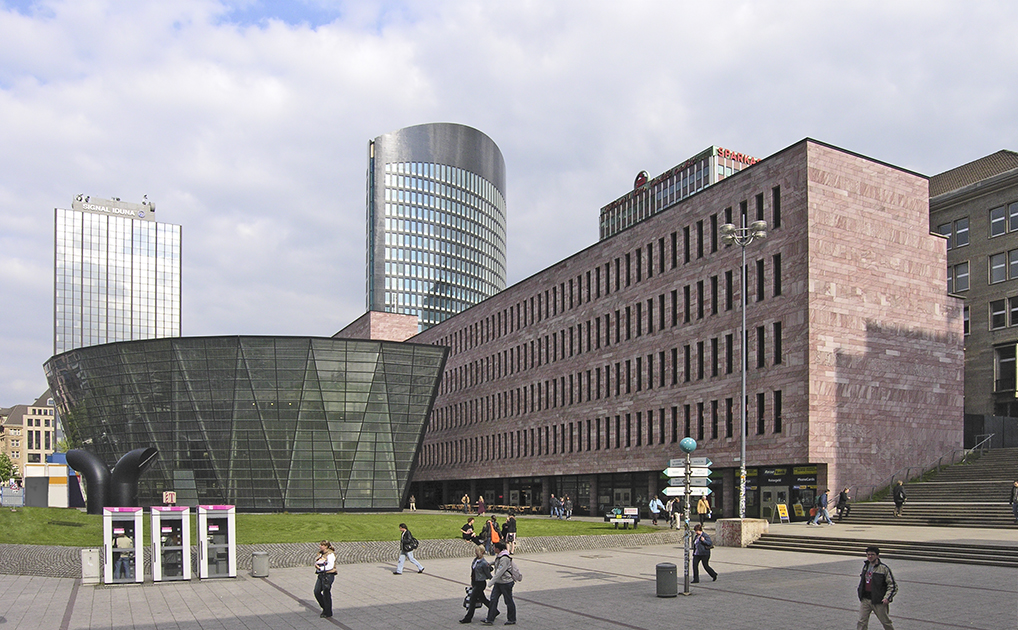
RWE Tower Dortmund mit Stadt- und Landesbibliothek im Vordergrund, links das IWO-Hochhaus

Das 21-stöckige Hochhaus enthält in der 21. Etage die 17 Meter hohe Mitarbeiterkantine mit Galerie, Glasdach und Blick auf Dortmund. Die Büros der Mitarbeiter befinden sich zudem an den Fassaden des linsenförmigen Turms.
Die Aufzugsanlage wird mit einer zentralen Zielauswahlsteuerung bedient.
Insgesamt sind ca. 22.000 m² Fläche entstanden. Im Erdgeschoss befinden sich ca. 1.000 m² für kleinere Geschäfte und in den oberen Geschossen ca. 21.000 m² Büroflächen für ca. 700 Mitarbeiter der RWE.
Der Bau kostete rund fünfzig Millionen Euro und gehört der Dortmunder Immobilienfirma Dreier.
Zum Halbfinal-DFB-Pokalspiel zwischen Borussia Dortmund und FC Carl Zeiss Jena am 18. März 2008 verwandelte sich der RWE Tower zur größten Anzeigetafel der Welt. Mit achtzig Meter hohen Zahlen wurde während des Spiels der aktuelle Spielstand auf der Fassade des höchsten Dortmunder Bürohauses durch entsprechend beleuchtete Fenster angezeigt.